# Katie Hill

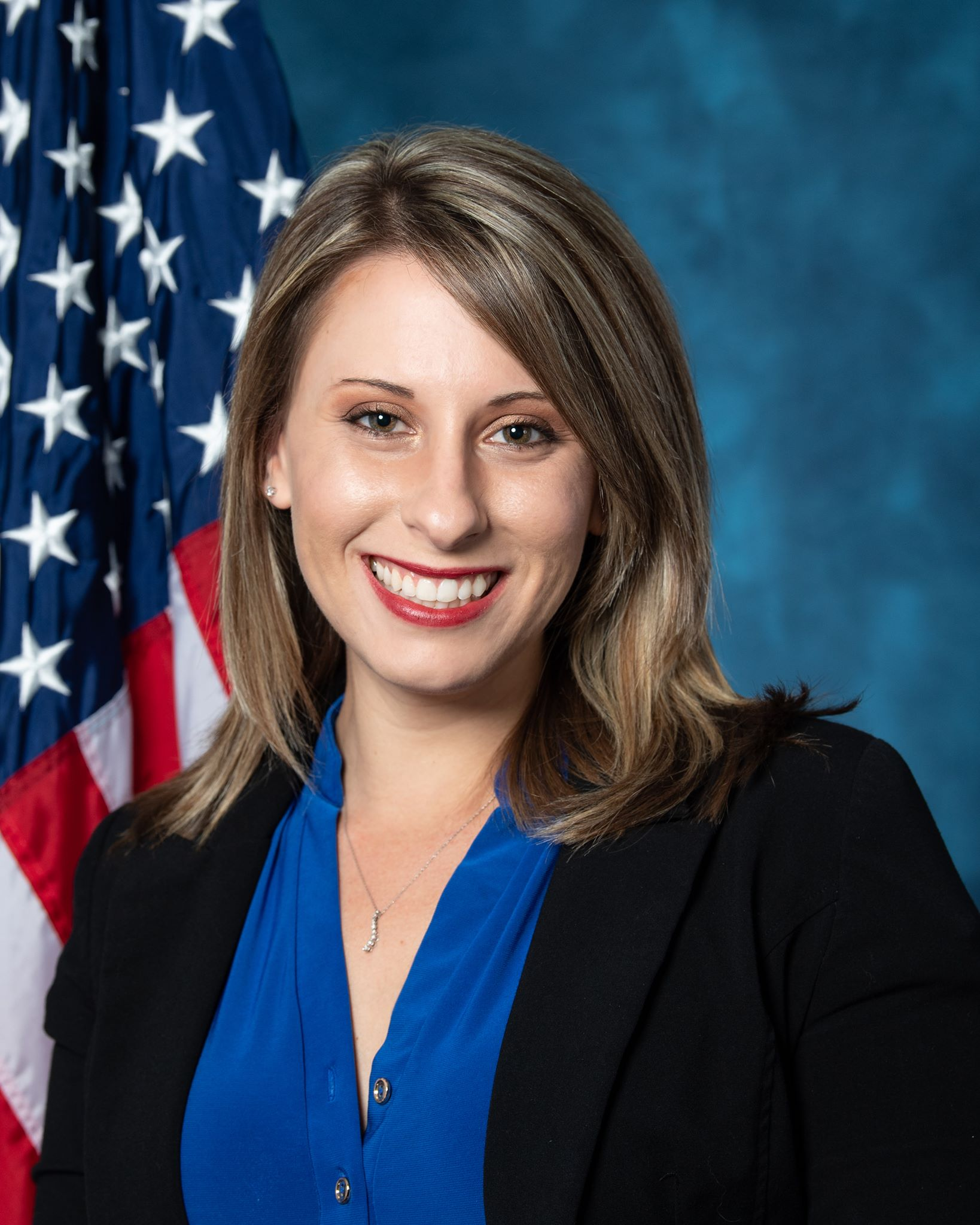
Katie Hill (2019)

Katherine „Katie“ Lauren Hill (* 25. August 1987 in Abilene, Texas) ist eine US-amerikanische Politikerin der Demokratischen Partei. Sie war seit dem 3. Januar 2019 Inhaberin des 25. Sitzes des Bundesstaates Kalifornien im Repräsentantenhaus der Vereinigten Staaten, trat jedoch Anfang November 2019 nach Medienberichten über sexuelle Beziehungen zu einem Mitarbeiter des Kongress von ihrem Mandat zurück. Hill ist damit die erste Politikerin auf Bundesebene in den Vereinigten Staaten, die wegen eines Sexskandals zurücktrat.

## Leben
Katie Hill wuchs in Saugus, einem Teil von Santa Clarita, in Kalifornien auf. Ihr Vater ist Polizeileutnant und ihre Mutter Krankenschwester. Sie besuchte öffentliche Schulen im Santa Clarita Valley und studierte an der California State University, Northridge, wo sie einen Bachelor-Abschluss in Englisch und einen Master of Public Administration erhielt.
Von Juli 2010 bis Juli 2019 war Hill mit dem Künstler Kenny Heslep verheiratet. Sie lebten in Agua Dulce im Bundesstaat Kalifornien auf ihrer Farm, wo sie Rettungstiere pflegten. Hill war Kaliforniens erstes offen bisexuell lebendes Mitglied im Repräsentantenhaus der Vereinigten Staaten.

## Politische Karriere
Die politische Karriere von Katie Hill begann bei People Assisting the Homeless (PATH), einer gemeinnützigen Organisation, die erschwingliche und unterstützende Dienstleistungen für Obdachlose in Kalifornien entwickelt. Dort begann sie als politische Anwältin und später als Exekutivdirektorin.
Am 8. März 2017 kündigte Hill die Teilnahme an der Wahl zum Repräsentantenhaus 2018 an. Sie kandidierte für den 25. Sitz des Bundesstaates Kalifornien im Repräsentantenhaus der Vereinigten Staaten und erlangte mit 20,7 % in der offenen Vorwahl den zweiten Platz hinter dem republikanischen Amtsinhaber Steve Knight. In der Hauptwahl am 6. November 2018 schlug sie Knight überraschend mit 54,4 Prozent der Stimmen.
Sie war Mitglied folgender Ausschüsse:
- United States House Committee on Armed Services
  - Subcommittee on Seapower and Projection Forces
  - Subcommittee on Tactical Air and Land Forces
- United States House Committee on Oversight and Reform (Vizevorsitz)
  - Subcommittee on Economic and Consumer Policy
  - United States House Oversight Subcommittee on Environment
- United States House Committee on Science, Space, and Technology
  - Subcommittee on Space and Aeronautics

Außerdem gehörte sie folgenden Abgeordnetenvereinigungen an:
- Congressional Progressive Caucus
- New Democrat Coalition
- Congressional LGBT Equality Caucus (Vorsitz)

Im Oktober 2019 wurde Hill durch den konservativen Blog RedState vorgeworfen, während ihres Wahlkampfes eine Affäre mit einer ihrer Mitarbeiterinnen gehabt zu haben und mit dieser und ihrem Ehemann in einer Dreiecksbeziehung zu leben. Auch die britische Boulevardzeitung Daily Mail berichtete. Hill beschuldigte ihren Ex‐Mann, eine Schmutzkampagne gegen sie durchzuführen, gab jedoch zu, dass die Vorwürfe der Wahrheit entsprechen. Der Blog veröffentlichte ebenfalls Nacktfotos von ihr, die sie auch beim Drogenkonsum zeigen. Die Polizei des Kapitol nahm Ermittlungen auf, wie die Bilder an RedState gekommen sind. Hill gelobte als Reaktion auf die Veröffentlichung, Betroffene von Rachepornos zu unterstützen.
Am 23. Oktober 2019 eröffnete der Ethikausschuss der Repräsentantenhauses eine Untersuchung, ob Hill eine Beziehung zu einem männlichen Kongressmitarbeiter hatte, was einen Verstoß gegen die Regeln des Repräsentantenhauses darstellen würde. Ende Oktober gab Hill ihren Rücktritt vom Kongressmandat für Anfang November bekannt. Sie schrieb auf Twitter, dass dies die schwierigste Entscheidung in ihrem Leben gewesen sei, aber sie glaube, dass es das Richtige für die Bewohner ihres Wahlbezirks und das Land sei. Die Sprecherin des Repräsentantenhauses, Nancy Pelosi, befürwortete diesen Schritt.
In ihrer Abschiedsrede vor dem Kongress beklagte sie eine „frauenfeindliche Kultur“ und einen „Doppelstandard“, die dazu geführt hätten, dass sie zurücktrete, während mächtige Männer keine Konsequenzen für ihr unethisches Verhalten erführen. Sie griff auch den Präsidenten Donald Trump scharf an, dessen Verhalten sie als frauenfeindlich deklarierte.
Bei der außerordentlichen Wahl 2020 gewann Mike Garcia mit 54,9 % Hills ehemaligen Sitz für die Republikanische Partei zurück. Für die reguläre Wahl im selben Jahr meldeten sich eine Vielzahl von Kandidaten, darunter Cenk Uygur für die Demokraten und George Papadopoulos für die Republikaner. Auch Steve Knight trat wieder an. Katie Hill unterstützte Christy Smith, eine Abgeordnete der Staatsversammlung von Kalifornien.